# Hypobapta diffundens
Hypobapta diffundens är en fjärilsart som beskrevs av Lucas 1891. Hypobapta diffundens ingår i släktet Hypobapta och familjen mätare. Inga underarter finns listade i Catalogue of Life.

## Bildgalleri

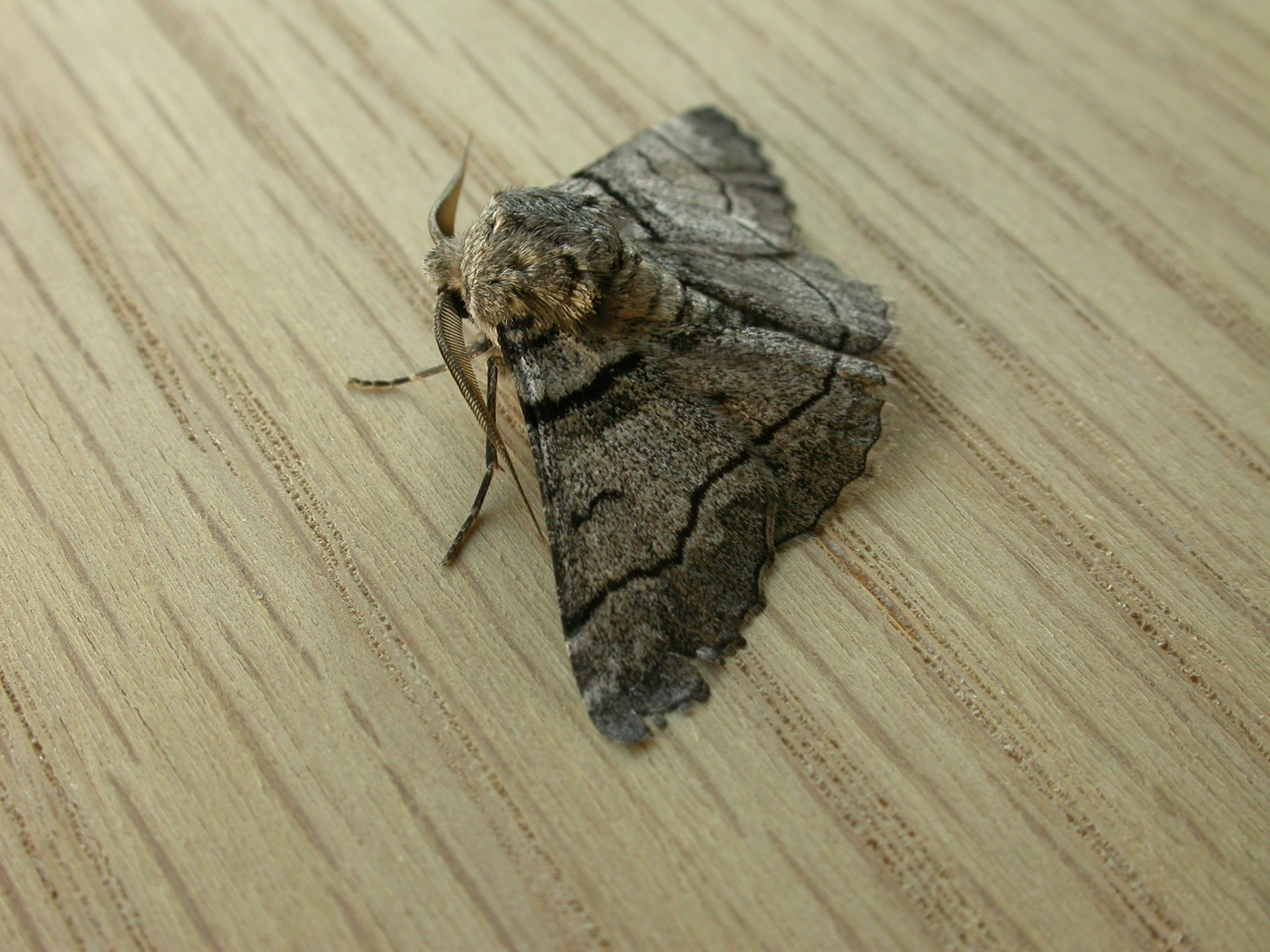
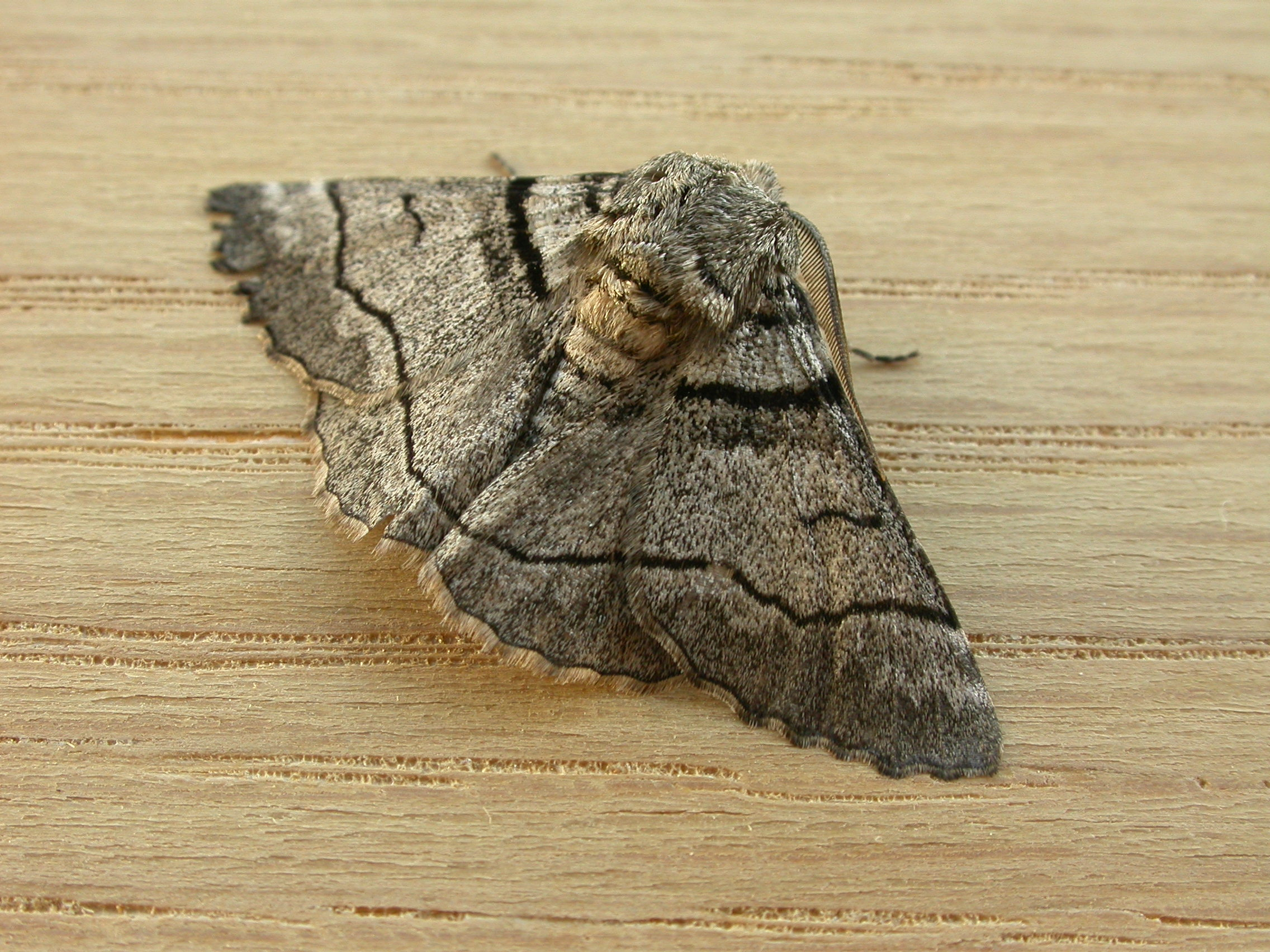
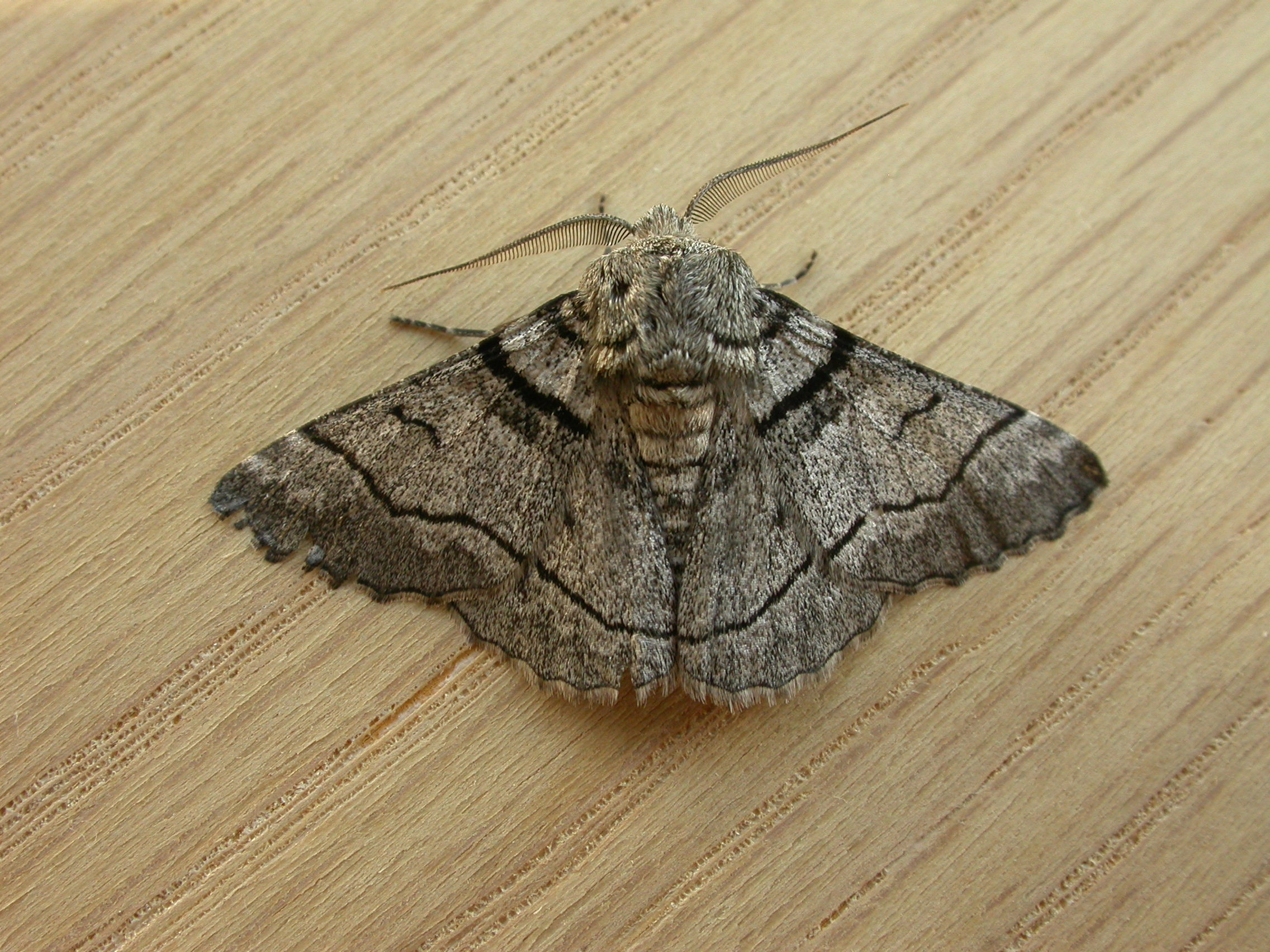
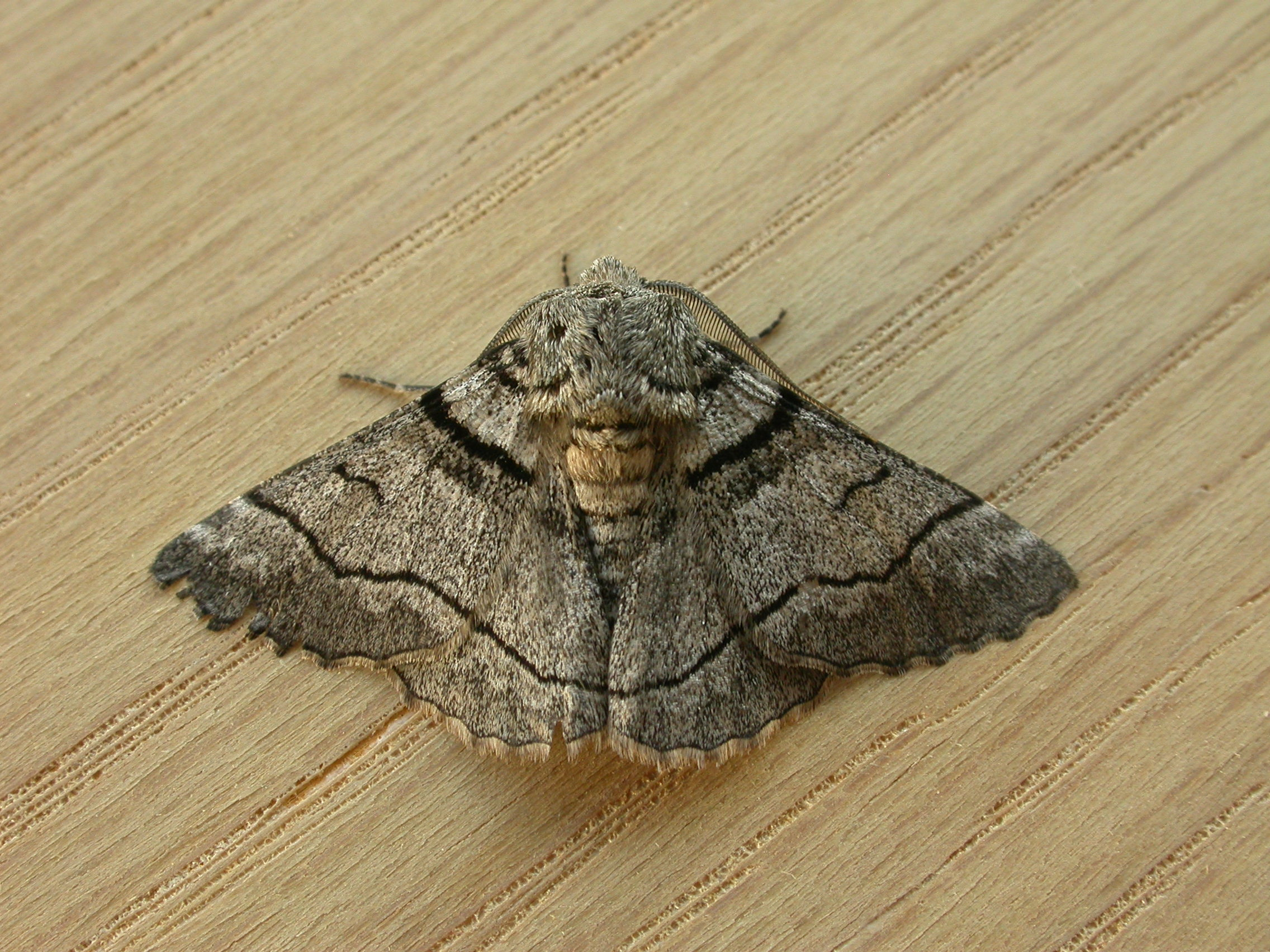